# Argiolestidae
Famille
Les Argiolestidae sont une famille de libellules du sous-ordre des zygoptères.

## Répartition et habitat
Les Argiolestidae se retrouvent en Australie, en Indonésie, en Papouasie-Nouvelle-Guinée, en Malaisie, en Seychelles, en Gabon, en Cameroun, en Thaïlande et aux Philippines. Ces demoiselles fréquentent les ruisseaux, les marécages, les mares et les tourbières. On trouve les naïades (larves) parmi la végétation submergée.

## Liste des genres
Selon BioLib (19 avril 2020) :      
- genre Allolestes Selys, 1869
- genre Archiargiolestes Kennedy, 1925
- genre Argiolestes Selys, 1862
- genre Austroargiolestes Kennedy, 1925
- genre Caledargiolestes Kennedy, 1925
- genre Caledopteryx Kennedy, 1925
- genre Celebargiolestes Kennedy, 1925
- genre Eoargiolestes Kalkman & Theischinger, 2013
- genre Griseargiolestes Theischinger, 1998
- genre Luzonargiolestes Kalkman & Theischinger, 2013
- genre Metagrion Calvert, 1913
- genre Miniargiolestes Theischinger, 1998
- genre Nesolestes Selys, 1891
- genre Neurolestes Selys, 1882
- genre Podolestes Selys, 1862
- genre Podopteryx Selys, 1871
- genre Pyrrhargiolestes Kalkman & Theischinger, 2013
- genre Solomonargiolestes Kalkman & Theischinger, 2013
- genre Trineuragrion Ris, 1915
- genre Wahnesia Förster, 1900